# Banská Štiavnica
Banská Štiavnica (tiếng Đức: Schemnitz, tiếng Hungary: Selmecbánya - thường được gọi Selmec; tiếng Thổ Nhĩ Kỳ: Şelmec Ban'a) là một thị trấn ở trung tâm Slovakia, ở giữa của một miệng núi lửa khổng lồ từ thời cổ đại. Miệng núi lửa được biết đến như là dãy núi Štiavnica. Banská Štiavnica có dân số hơn 10.000 người. Nó là một thị trấn trung cổ được bảo tồn nguyên vẹn. Bởi giá trị lịch sử của nó, thị trấn và các đài kỉ niệm lân cận của nó đã được UNESCO công nhận là một di sản thế giới vào ngày 11 tháng 12 năm 1993.

## Lịch sử
Lịch sử của Banská Štiavnica liên quan chặt chẽ đến việc khai thác các nguồn tài nguyên phong phú tại khu vực, và cụ thể là bạc. Theo bằng chứng từ các cuộc khai quật, các địa điểm đã được biết đến trong giai đoạn thời đại đồ đá mới.
Việc khai thác lần đầu tiên được thực hiện bởi người Celt trong thế kỷ thứ 3 TCN. Có lẽ họ đã bị chiếm đóng bởi bộ tộc Celtic Cotini. Đế quốc La Mã đề cập đến hoạt động khai thác mỏ của Cotini, những người đã sống tới ngày nay ở trung tâm Slovakia cho đến khi họ bị trục xuất trong cuộc chiến tranh Marcomannic. Thế kỷ thứ 10 và 11, dân số ở đây tăng lên đáng kể. Nơi đây đã được gọi là "terra banensium" (đất của các thợ mỏ). Banská Štiavnica đã trở thành một thị trấn hoàng gia vào năm 1238, là một trong những thị trấn đầu tiên ở Vương quốc Hungary.
Thời kỳ đỉnh cao của thị trấn là vào cuối thời Trung Cổ, với sự có mặt của các nhà máy sản xuất vàng và bạc. Trong cuộc chiến tranh Ottoman ở châu Âu, người Turk đã nỗ lực để chinh phục thị trấn giàu có tài nguyên này. Vì vậy, để bảo vệ, thị trấn đã tiến hành xây dựng các công sự bao gồm cả hai lâu đài xây dựng vào thế kỷ 16.
Năm 1627, thuốc súng đã được sử dụng lần đầu tiên trên thế giới trong các mỏ khai thác ở đây. Để thoát nước từ các mỏ ngập nước, một hệ thống phức tạp của hồ chứa nước nhân tạo và các kênh, được thiết kế và xây dựng bởi các nhà khoa học địa phương bao gồm Hell Karol Jozef, Hell Maximilian, và Samuel Mikovíny trong thế kỷ 18.
ăm 1782, Banská Štiavnica là thị trấn lớn thứ ba tại Vương quốc Hungary (với 23.192 người và vùng ngoại ô 40.000 người), sau Pozsony (Bratislava ngày nay) và Debrecen. Nhưng sự phát triển của thị trấn quá phụ thuộc vào các hoạt động khai thác mỏ đã dần suy giảm kể từ nửa cuối của thế kỷ 19. Ngày nay, Banská Štiavnica là một trung tâm quan trọng về giải trí và du lịch, được hưởng lợi từ di sản lịch sử phong phú và lâu đời.
Trong Chiến tranh thế giới thứ hai, Banská Štiavnica đã bị quân đội Liên Xô thuộc Tập đoàn quân 53 chiếm đóng vào ngày 7 tháng 3 năm 1945.

## Dân số
| Năm            | 1994   | 2004   | 2014   | 2024   |
| -------------- | ------ | ------ | ------ | ------ |
| Số lượng người | 10.582 | 10.814 | 10.191 | 9293   |
| Sự khác biệt   |        | +2,19% | −5,76% | −8,81% |

| Năm            | 2023 | 2024   |
| -------------- | ---- | ------ |
| Số lượng người | 9339 | 9293   |
| Sự khác biệt   |      | −0,49% |

## Danh thắng
Trung tâm của thị trấn là Quảng trường Chúa Ba Ngôi chi phối bởi cột Đức Mẹ và Chúa Ba Ngôi hoành tráng. Quảng trường được sử dụng cho các sự kiện văn hóa thường xuyên và còn có một bảo tàng khoáng vật học. Hai lâu đài cũ và mới đã được chuyển thành viện bảo tàng.
Bảo tàng khai thác ngoài trời cung cấp một chuyến du ngoạn dưới lòng đất dài 1,5 kilômét (0,93 mi) trong các mỏ có từ thế kỷ 17. Du khách sẽ nhận được mũ bảo hiểm, áo choàng và đèn để sử dụng trong suốt chuyến tham quan. Một mỏ cổ khác mở cửa cho công chúng có tên là Glanzenberg thậm chí còn lâu đời hơn. Khu mỏ này nằm ngay dưới trung tâm thị trấn, đã thu hút rất nhiều du khách nổi tiếng như là Joseph II hay Albert II.
Thị trấn được bao quanh bởi các hồ chứa nước nhân tạo cổ đại được dùng cho khai thác được gọi là Tajchy. Có tổng cộng 60 hồ chứa nhân tạo được xây dựng từ thế kỷ 15 đến 18 để cung cấp năng lượng cho ngành khai thác đang bùng nổ. Chúng được kết nối với nhau bằng một mạng lưới kênh dài hơn 100 kilômét (62 mi). Những di tích lịch sử đặc biệt này hiện được sử dụng chủ yếu cho giải trí.
Đồi nhà thờ Kalvária Banská Štiavnica là một khu phức hợp gồm các nhà thờ và nhà nguyện mang kiến trúc Baroque nằm gần thị trấn được các tu sĩ dòng Tên xây dựng vào thế kỷ 18. Tại đây có tượng đài Chỗ Chúa Giêsu bị đóng đinh vào thập tự giá mang kiến trúc Baroque quan trong nhất ở Slovakia và vương quốc Hungary cũ, thậm chí là ở cả châu Âu.

## Quan hệ quốc tế
Banská Štiavnica kết nghĩa với các đô thị:
- Hünenberg, Thụy Sĩ
- Moravská Třebová, Cộng hòa Séc
- Olsztynek, Ba Lan
- Ptuj, Slovenia
- Sopron, Hungary
- Tatabánya, Hungary

## Nhân vật đáng chú ý
- Ulrika Babiaková, nhà thiên văn học
- Jozef Karol Hell, nhà phát minh và kỹ sư khai thác mỏ người Hungary
- Maximilian Hell, nhà thiên văn học người Hungary
- Dezo Hoffmann, nhiếp ảnh gia
- Anton Hykisch, nhà văn, nhà ngoại giao và chính trị gia
- Nikolaus Joseph von Jacquin, nhà khoa học người Áo
- Andrej Kmeť, nhà khoa học
- Domokos Kosáry, sử gia Hungary
- Ľudovít Lačný, nhà biên soạn bài toán cờ vua
- Master MS, họa sĩ Hungary
- Samuel Mikovíny,  nhà toán học, kỹ sư và người vẽ bản đồ
- Alexander Pituk, nhà biên soạn bài toán cờ vua người Hungary
- Emília Vášáryová, nữ diễn viên
- Magda Vášáryová, nữ diễn viên và nhà ngoại giao
- Andrej Sládkovič,  linh mục truyền giáo Luther, nhà thơ, nhà phê bình, nhà báo và dịch giả